# 야구인의 밤
야구인의 밤은 대한야구협회에서 주관하는 시상식으로 아마추어 야구 발전을 위해 노력한 인물에게 상을 주는 시상식이다. 이영민 타격상도 이 시상식에서 시상한다.

### 2012년
2012 야구인의 밤 행사는 2012년 12월 5일 서울특별시 마포구 도화동 가든호텔에서 열렸다.
- 이영민 타격상 : 김민준(북일고등학교)
- 우수 선수상(초교) : 김태원(연현초등학교)
- 우수 선수상(중학) : 김현준(무등중학교)
- 우수 선수상(고교) : 이윤학(신일고등학교)
- 우수 선수상(대학) : 이성민(영남대학교) 서용주(동의대학교)
- 김일배 지도자상 : 이상번(동의대학교 감독)
- 우수 심판상 : 박휘용(심판위원)

### 2013년
2013 야구인의 밤 행사는 2013년 12월 17일 서울특별시 마포구 도화동 가든호텔에서 열렸다. 이날 행사에서 한국 야구 도입 원년이 1905년에서 1904년으로 정정 선포식도 있었다.
- 이영민 타격상 : 조영우(제주고등학교)
- 우수 선수상(초교) : 신우현(본리초등학교)
- 우수 선수상(리틀) : 박신훈(서울 용산구 리틀 야구단)
- 우수 선수상(중학) : 나종덕(신월중학교)
- 우수 선수상(고교) : 한주성(덕수고등학교)
- 우수 선수상(대학) : 김재영(홍익대학교) 강민국(동국대학교)
- 우수 선수상(여성) : 최수정(구리 나인빅스 야구단)
- 김일배 지도자상 : 손용근(청구초등학교 감독)
- 공로상 : KT 김관용(경북 도지사) 김완주(전북 도지사) 이기용(충북 교육감) 김인식(팀 창단추진위원회 위원장) 이규용(원동중 교장) 이휘영(서울시야구협회 이사) 박영진(상원고 감독) 김경섭(배명중 감독) 류현진(LA 다저스)

### 2014년
2014 야구인의 밤 행사는 2014년 12월 16일 서울특별시 마포구 도화동 가든호텔에서 열렸다.
- 이영민 타격상 : 송성문(장충고등학교)
- 우수 선수상(초교) : 이영재(연현초등학교)
- 우수 선수상(리틀) : 황재영(서울 강동구 리틀 야구단)
- 우수 선수상(중학) : 송재경(경남중학교)
- 우수 선수상(고교) : 엄상백(덕수고등학교)
- 우수 선수상(대학) : 문경찬(건국대학교) 서예일(동국대학교)
- 우수 선수상(여성) : 강정희(리얼디아몬즈 야구단)
- 김일배 지도자상 : 이효근(마산고등학교 감독)
- 공로상 : 배만호(부산시야구협회장) 이성우(경북야구협회장) 김양경(연식야구연맹회장) 최대희(서울시야구협회 부회장) 정광순(시흥시야구협회장) 이경아(대한야구협회 방송담당)
- 감사패 : 박원순(서울특별시장) 김봉덕(속초시야구협회 회장) 홍희정(프리랜서 기자)
- 우수심판상 : 김대남(대한야구협회 심판위원)

### 2015년
2015 야구인의 밤 행사는 2015년 12월 23일 서울특별시 마포구 도화동 가든호텔에서 열렸다.
- 이영민 타격상 : 최원준(서울고등학교)
- 우수 선수상(초교) : 신현민(학강초등학교)
- 우수 선수상(리틀) : 신범준(수원 영통구 리틀 야구단)
- 우수 선수상(중학) : 이지훈(매향중학교)
- 우수 선수상(고교) : 박세진(경북고등학교)
- 우수 선수상(대학) : 김명신(경성대학교) 채상현(인하대학교)
- 우수 선수상(여성) : 김주현(서울CMS 여자야구단)
- 김일배 지도자상 : 박영진(대구상원고등학교 감독)
- 공로상 : 김용구(인천시야구협회장) 최홍위(강원도야구협회 전무이사) 이성열(유신고등학교 감독) 김재일(길동초등학교 감독)
- 감사패 : 문상모(서울특별시의회 의원)
- 특별상 : 윤영환(경성대학교 감독)
- 우수심판상 : 박성준(대한야구협회 심판위원)

## 참조
1. ↑  북일고 김민준, '이영민 타격상' 영예…'야구인의 밤' 수상자 발표 - 스포츠월드
2. ↑  2013 야구인의 밤 성료…이영민타격상에 조영우 보관됨 2015-01-18 - 웨이백 머신 - 뉴시스
3. ↑  '2014 야구인의 밤' 성황리에 마무리 - 스포츠조선
4. ↑  안준철 (2015년 12월 23일). “최원준, 이영민타격상 수상 등 2015야구인의 밤(종합)”. 《MK 스포츠》. 2015년 12월 24일에 확인함.